# بوبيون
بلدية بوبيون (بالإسبانية: Bubión) هي بلدية تقع في مقاطعة غرناطة التابعة لمنطقة أندلوسيا جنوب إسبانيا.

## الديموغرافيا
بلغ عدد سكان بلدية بوبيون 343 نسمة عام 2011 (وفقاً للمعهد الوطني الإسباني للإحصاء).
| 393 | 362 | 374 | 355 | 373 | 358 | 343 |